# كتاب الطبيخ (ابن سيار)
كتاب الطبيخ لابن سيار الوَرَّاق كتابُ طبخٍ من أقدم كتب الطبخ العربي، ويعود تأريخه إلى منتصف القرن العاشر الميلادي (940م ~). وكتاب الطبيخ هو العنوان المختصر من عنوان الكتاب الأصلي، والعنوان كاملاً هو: كتاب الطبيخ وإصلاح الأغذية والمأكولات وطيبات الأطعمة المصنوعات مما استخرج من كتب الطب وألفاظ الطهاة وأهل اللب
كان أول من حقق جزءاً منه الكاتب الدمشقي حبيب الزيات بسنة 1937  من مخطوطة بمكتبة جامعة أوكسفورد، لكن من حقق مخطوطته كاملة كان المستشرق الفنلندي كاي أورنبري، وزميله اللبناني سحبان مروة بسنة 1987 من مخطوطة بجامعة هلسنكي. ومؤخراً أعادت نوال نصرالله نشر تحقيق الفنلندي واللبناني بسنة 2007 وفازت لنشرها اياه بجوائز مختلفة.

## نبذة عن الكتاب
يحتوي الكتاب على أكثر من 600 وصفة، مقسمة إلى 132 فصل. يحتوي الكتاب على فوائد صحية وطبية ونصائح غذائية وكذلك وصفات عملية لأصناف متنوعة من الطعام والشراب والحلوى وحتى أطعمة المرضى وأطعمة الصوم للنصارى، وفيه أيضاً أبواب فيها وصفات لتحضير ما ينظف الأيدي وتخليل الاسنان ثم ختم الكتاب ببعض آداب المؤاكلة والمنادمة والنوم والحركة بعد الأكل وأهميتهما وما قيل في الطعام وآدابه من الشعر. لم يُعرف عن ابن سيار مؤلف كتاب الطبيخ سوى هذا الكتاب، ولم يُعرف تاريخ نشأته وولادته وحتى وفاته، لكن قُدَِر وقت كتابته بأواسط القرن العاشر.
اكتشف المستشرق الفنلندي كاي أورنبري، وزميله اللبناني سحبان مروة مخطوطة لكتاب الطبيخ في مكتبة جامعة هلسنكي. ألّف ابن سيار الكتاب وقوفاً عند طلب سيف الدولة الحمداني الذي أمره بتجميع كتاب يحوي وصفات الخلفاء والسادة والقادة، ويُعتقد أن الوصفات التي تم العثور عليها في ثلاث نسخ كاملة وقسم من أخرى رابعة وُجدت حتى الآن من هذا الكتاب القيّم، كانت لأطباق يفضلها بعض الخلفاء العباسيين كالمهدي والمتوكّل والمأمون ابن الخليفة هارون الرشيد. جمع ابن سيار في الكتاب وصفات لمئات الطبخات، ووصفات للحلوى والمشروبات. وخصص وصفات للصائمين حسب الدين المسيحي، والأطعمة المناسبة للمرضى. وقدّم نصائح لأنواع الأطعمة المناسبة لكل فصل من فصول السنة، ومنافع الطعام لعادات نوم صحي ولحياة جنسية ناجحة. واقتبس الورّاق في كتابه من عدد من المؤلفات التي كانت في عصره أو قبله، ولكن يظهر من محتويات كتاب ابن سيار الوراق أنه ليس كتابا في الطبيخ فحسب، بل في صفات الأغذية ومركباتها وتأثيرها على صحة الإنسان أيضاً، فهو كتاب يجمع بين الوصفات المطبخية والطبية، فاقتبس من كتاب إبراهيم بن المهدي وأورد بعض أبيات من شعره في الطبيخ، واقتبس من كتب يوحنا بن ماسوية ويعقوب بن إسحاق الكندي مؤلف كتاب الآلات والأدوات وكتاب البزوري وابن دهقانة بعض الوصفات الطبية في صناعة الطب والطبيخ، والمرجح أنه كان على معرفة وثيقة بطباخي دار الخلافة وأطبائها فقد أورد ما كان يعمل للرشيد والمتوكل والمعتضد من الأدوية المركبة.
من أنواع الخبز وحده، يذكر الكتاب 15 نوعاً، ويفصل مواد وطريقة تحضير كل منها. للكثير من هذه الوصفات أسماء مختلفة عن الأسماء التي نعرفها اليوم، لكن بعضها ما زال مستخدماً، مع إدخال بعض التعديلات عليه. فيذكر الوراق أطباقاً تحضر بمرقة الرخمين، وهو قريب مما يستخدم اليوم في تحضير المنسف الأردني، ومثال آخر هو الحلوى المحشوة التي تشبه الكعك العراقي كليتشا. وربما الأكثر رواجاً حينها كما هو الحال اليوم، أكلات اللحم المشوي.
هنالك أيضاً الأطباق النباتية، التي يسميها ابن الوراق مزورات. ومن الحلوى: القطايف التي لا تزال تحمل الاسم نفسه في مصرحتى اليوم، وبعض المقبلات التي تقدم مع المشروب، أو كما يطلق عليها ابن الوراق النقل، لأن شارب الخمر يتسلى بأكلها ويتنقل بينها وبين خمره، ومنها المكسرات المملحة، والزبيب والفواكه كالرمان والتفاح. أما المشروبات فيذكر الوراق خصوصاً الجعة من دون كحول، والنبيذ الحلو أو المشروبات الحلوة التي كان يعتقد أنها تساعد على الهضم بعد الطعام ولا تشرب معه.

## منهج الكتاب
يتبع الكتاب مفهوم الصحة السائد في ذلك الوقت، والذي يعتمد على صيغة غالينوس اليوناني، ونظريته عن الأركان الأربعة للكون: الماء والتراب والنار والهواء، الموجودة في كل مواد الطبيعة بدرجات متفاوتة، وبتمازجها تعطي الإنسان أربعة طبائع. في وصف الطبخ مراعاة لهذه المبادئ، ولكل وجبة تأثير خاص على الحالة النفسية لمن يتناولها.
ويكرّس الكتاب قسماً لآداب المائدة، ولأدوات المطبخ المناسبة لكل نوع، ولنصائح للتخلص من روائح الطعام بعد طهوه، ولتنظيف الأسنان بعد الطعام، والفوائد الصحية لكل نوع من الأطعمة، وتأثيرها على الصحة. وكان الوراق يؤكد على معايير صارمة للنظافة فحتى للذباب ذكر في الكتاب، حيث ذكر ابن سيار في كتابه قول الشاعر:
ويعرض الكتاب طرق البغداديين قديماً في غسل أواني الطعام، وهوسهم في التأكد من نظافتها. يقول الوّراق في كتابه عن كتابه قد سمّيتُ هذا الكتاب الوُصلة إلى الحبيب ليستغني به عن علاج الطبيب وكان البراق لا يكتفي بذكر مكونات الوصفات وطرق طبخها، بل يوضح آثارها الصحية على القلب أو البدن أو الدم أو المزاج. وعندما يصف عمل آلات الطبخ يذكر المعادن التي تتكون منها، ومواصفاتها حسب نظرية الطبائع السائدة آنذاك حيث يصف النحاس بأنه أنثى حارة، والحديد ذكر يابس، والفخار بارد يابس. وفي الكتاب أبواب عدة مخصصة لأصول وآداب تناول الطعام، ومعظمها مرفق بحكايات أو أشعار، كوصف شخص شره: له لقمة في الكف ولقمة بفيه، وأخرى قد رماها بناظره. ورابعة في الحلق قد لججت به، تحشرج من تردادها في حناجره. وفي باب طبع الخلال وعمله من الصفصاف، نقرأً: سألت عمراً خلالاً، فقال لي ما الخلالُ. فقلت عودٌ لطيف، للسن فيه جمال. والخلال عيدان تنظيف الأسنان، ويصف الكتاب أنواع الخشب التي تصنع منها وطرق صنعها.
وكانت من نصائح البراق تناول الفاكهة قبل الطعام، وليس بعده، والحركة قبل الطعام، والنوم بعده على أن لا يطيل في نومه فالإطالة تؤول إلى ضرر. كما يحتوي الكتاب على الأشعار والأمثال والنوادر، وأغلبها قصص من ليالي السهر والسمر في قصور الملوك. مثل قصة الخليفة المتوكل، الذي جذبته رائحة زكية حين كان يستجم على شط الفرات، والرائحة الطيبة التي كانت تهب عليه من طعام كان يعده طباخ على إحدى السفن، فطلب إحضاره وكانت شوربة السكباجة، فأحبها واستلذ بها حتى أنه أرسل القِدر الذي أعدت فيه إلى الطباخ مملوءاً نقوداً ذهبية.

## أبواب الكتاب
فساد الطبيخ وما يوافق الشباب والشيوخ من ألوان الطبخ، وطبايع الألبان وما يعمل منها في الأجبان، والحبوب والخبز من الحنطة والرز، وما يوافق المعدة العليلة من الأطعمة المأكولة، والشوي في التنور وشي اللحم في القدور، وتدبير الماء المشروب بالثلج المضروب، وما يأكل النصارى من الطعام المزور في الصيام. والطعام المزوّر هو الطعام النباتي الذي يتحايل بطبخ عجة من غير بيض، ولبن من غير ضرع، وهريسة فيها عوض الدسم الطحين من السمسم واللوز المدقوق.